# 緑1号
緑1号 (みとり1ごう) は、日本国有鉄道 (国鉄) が定めた色名称の1つである。

## 概要
慣用色名称は 「阪和急行色」 で、マンセル値には測定値と規定値の2種類が存在した。「緑」 の冠称があるが青緑系であるので、青緑1号・青緑6号・灰緑色3号・京阪青緑色と同系で、南海ダークグリーンとは色相が異なっている。
本色は1955年12月8日から阪和線で営業開始した70系でクリーム3号とともに用いられたもので、1954年10月1日から使用されていた南海11001・12001系に対抗するためであったといわれている。測定値は日本鉄道技術協会 (JREA) の 「色彩調節の車両への応用研究委員会」 による。規定値は1956年の 「国鉄車両関係色見本帳 (第1版)」 で 「緑1号」 として制定され、1959年の 「国鉄車両関係色見本帳 (第2版)」 で変更されている。
当初、モハ61001 (1953年にモハ40001を改番) とクハ6210 (旧クタ601、1959年にクハ25200に改番) の2両も予備車として70系と同色に塗り分けられた。1967年から新スカ色の青15号に塗り替えられ、廃止された。

## 使用車両
- 国鉄70系電車
- 国鉄20系電車
- 国鉄40系電車

## 近似色
- 青緑1号
- 青緑6号
- 灰緑色3号
- 京阪グリーン